# Alho-Poró (quadrinhos)
Alho-Poró é um romance gráfico escrito e desenhado por Bianca Pinheiro e lançado em 2017 de forma independente (através do selo editorial La Gougoutte, nome do estúdio do qual Bianca faz parte). A história gira em torno de um grupo de amigas que está procurando por alho-poró para fazerem um quiche de alho-poró. Este, contudo, não é o foco principal da trama, sendo apenas o fio condutor que leva o leitor a acompanhar as conversas e o final inesperado. O livro foi financiado via crowdfunding através da plataforma Catarse. Em 2018, Alho-Poró ganhou o Troféu HQ Mix em duas categorias: "melhor publicação independente de autor" e "melhor publicação independente edição única".